# Giorgio Taormina
Giorgio Taormina (Palermo, 11 novembre 1962) è un ex calciatore italiano, di ruolo difensore.

## Carriera
Cresciuto nel Palermo, debutta nei dilettanti con la Stella Maris e poi nel Campionato Interregionale con il Mazara prima di passare nel 1983 al Licata, dove compie la scalata dalla Serie C2 alla Serie B conquistata al termine della stagione 1987-1988; nei due successivi campionati disputa tra i cadetti 66 gare segnando 3 gol.
Chiude la carriera da professionista giocando altri due anni in Serie C1 con le maglie di Casertana e Salernitana.

## Palmarès

### Club

#### Competizioni nazionali
- Serie C1: 1

Licata: 1987-1988
- Serie C2: 1

Licata: 1984-1985